# 马奇瓦区
马奇瓦区是塞爾維亞西部的行政区，行政中心为沙巴茨。该区西鄰波黑，北臨多瑙河與伏伊伏丁那自治省相望。面積3,268平方公里，2020年人口数量为265,377人。

## 市镇和城市
马奇瓦区包括两个城市和6个市镇：
- 沙巴茨（城市）
- 洛兹尼察（城市）
- 博加蒂奇
- 科采列沃
- 克魯帕尼
- 柳博維亞
- 小茲沃爾尼克
- 弗拉迪米爾齊